# Hollister (Idaho)
Hollister è una città degli Stati Uniti d'America, situata nello Stato dell'Idaho e in particolare nella Contea di Twin Falls.